# Американско четиво
„Американско четиво“ (на английски: American Fiction) е американски комедиен драматичен филм от 2023 година, режисьорски дебют на Корд Джеферсън.

## Сюжет
Внимание:  Текстът по-долу разкрива сюжета на произведението (или части от него)!
Професорът по английска литература и писател Телониъс „Монк“ Елисън е афроамериканец, но въобще не харесва литература, която изобразява страданието и тежкото положение на чернокожите в Съединените щати. Той пише романи, които са точно противоположни по стил, но всичките му произведения са отхвърлени от издателствата. Последната капка идва, когато дебютният роман на Синтара Голдън, We're Lives In Da Ghetto, който Елисън смята за пълна глупост, се превръща в бестселър.
Пристигайки в Бостън, Монк научава, че майка му страда от ранен стадий на болестта на Алцхаймер, така че трябва спешно да бъде изпратена в специален дом за възрастни хора. Докато пие с Монк, сестра му Лиза колабира, получава инфаркт и умира в болница. Клиф, по-големият брат на Монк, който работи като пластичен хирург, идва на погребението на Лиза. Клиф е разведен, защото жена му го е хванала да прави секс с мъж, а сега Клиф често има афери със случайни млади момчета и злоупотребява с наркотици. Когато Монк се опитва да вземе пари назаем от брат си, за да настани майка си в старчески дом, Клиф веднага отказва да му помогне, защото уж е загубил всички пари при развода. Монк вижда живота все по-черно и е завладян от отчаяние. Единственият положителен момент в живота на Монк е запознанството му с Коралин – разведена адвокатка, която живее в съседство.
Решавайки да спечели малко пари, Монк пише пародиен роман My Pafology, пълен с литературни клишета за афро-американците: глупави мелодрами, лоши бащи, неблагодарни синове, бандитско насилие, наркотици и други глупости. Като изпраща романа на няколко издателя, които той особено не харесва, Монк си мисли, че ще им се подиграе. След известно време обаче на Монк се обажда неговият литературен агент Артър и му съобщава невероятна новина - всички издателства са готови да публикуват този „чудотворен роман“, общият хонорар е 750 хиляди долара, а някои вече говорят за филмова адаптация. За да засили интереса към романа, Артър убеждава Монк да се преструва на избягал престъпник на име „Стаг Р. Лий“. Монк се съгласява на приключението и още повече се оплита в лъжи. В един момент той решава да спре това шоу и настоява издателството да публикува романа му Fuck. Монк се надява, че подобен нецензурен език ще отблъсне издателите от „престъпника Стаг“, но се случва точно обратното. Издателите, предусещайки още по-голям скандал и още по-големи продажби, се съгласяват без колебание на условията му. Получените пари позволяват на Монк да премести майка си в старчески дом.
Fuck се превръща в бестселър и когато Монк открива, че Коралин също чете тази книга и е възхитена от нея, Монк вдига скандал и се разделя с жената, която обича. В същото време Монк е поканен в журито, което трябва да връчи наградата за „най-добра книга на годината“, и за ужас на Монк при обсъждането с други членове на журито Fuck заема първо място. „Стаг“ Монк се среща с продуцента Уайли, който много харесва книгата му и предлага да филмира романа. В същото време ФБР се свързва с издателя, вярвайки, че Стаг е беглец от правосъдието, както той твърди в интервюто.
На церемонията по награждаването Fuck е обявен за победител и Монк излиза на сцената, за да връчи наградата на „криминалния писател Стаг“. Вместо това Монк казва, че иска да направи самопризнания и в този момент разказът е прекъснат, а зрителят вижда черен екран. Оказва се, че историята с изповедта е една от версиите на сценария, който Монк е написал за филмовата адаптация на Fuck. Това е така нареченият „отворен край“ - зрителят не знае как е свършило всичко и трябва да разбере сам. Уайли одобрява този сценарий, но моли той да бъде „по-динамичен и специфичен“, за да няма мистерии във финала. Монк предлага друг вариант: писателят бяга от церемонията и се втурва към Коралин, за да ѝ се извини. Уайли отхвърля това развитие като „глупава романтична комедия“. И тогава Монк предлага най-идиотския според него вариант: полицията, считайки Монк за издирван престъпник, нахлува на церемонията и го застрелва направо на сцената. Разбира се, именно тази „идиотска“ опция се харесва най-много на Уайли и той веднага започва производството на филма.

## Актьорски състав
| Актьор               | Роля                                                                             |
| -------------------- | -------------------------------------------------------------------------------- |
| Джефри Райт          | Телониъс „Монк“ Елисън – професор по английска литература и писател              |
| Лесли Угамс          | Агнес Елисън – майката на Телониъс, която страда от Алцхаймер                    |
| Трейси Елис Рос      | д-р Лиза Елисън – сестрата на Телониъс                                           |
| Стърлинг Браун       | д-р Клифърд „Клиф“ Елисън – братът на Телониъс, хомосексуалист                   |
| Иса Рей              | Синтара Голдън – модерна писателка, автор на бестселъра We're Lives In Da Ghetto |
| Джон Ортис           | Артър – литературният агент на Телониъс Елисън                                   |
| Ерика Александър     | Коралин – приятелка на Телониъс                                                  |
| Адам Броуди          | Уайли                                                                            |
| Кийт Дейвид          | Уили Чудотвореца                                                                 |
| Окирит Онадован      | Ван Го Дженкинс                                                                  |
| Мира Лукреция Тейлър | Лорейн                                                                           |
| Реймънд Антъни Томас | Мейнард                                                                          |
| Мириам Шор           | Паула Бадерман                                                                   |
| Майкъл Сирил Крейтън | Джон Боско                                                                       |
| Дж. С. Макензи       | Карл Брънт                                                                       |
| Патрик Фишлер        | Мандел                                                                           |
| Райън Ричард Дойл    | Нед                                                                              |
| Скайлър Райт         | Британи                                                                          |